# Президентські вибори в Киргизстані 2017
Президентські вибори в Киргизстані 2017 — чергові вибори Президента Киргизстану, що проходили 15 жовтня 2017 року та на яких переміг Сооронбай Жеенбеков.
Діючий Президент республіки Алмазбек Атамбаєв не брав участі в виборах, оскільки Конституція Киргизстану встановлює єдиний шестирічний термін для Глави держави.
Кандидати Темір Сарієв, Омюрбек Бабанов та Сооронбай Жеенбеков на думку експертів були лідерами передвиборчих перегонів, адже всі вони колишні прем'єр-міністри Киргизстану.

## Оголошення дати виборів
Вибори спочатку були заплановані на третю неділю в листопаді, тобто 19 листопада 2017 року, але оскільки термін діяльності Президента Алзабека Атамбаєва завершується 1 грудня, опозиційні законодавці у Верховній Раді Киргизстану (кирг. Жогорку Кеңеш) почали вимагали перенесення дати виборів, щоб мати час для проведення другого туру голосування та церемонії інавгурації до 1 грудня, аби запобігти правовій колізії.
29 травня 2017 року А. Атамбаєв оголосив, що президентські вибори відбудуться 15 жовтня 2017 року.

## Особливості виборів
Президентські вибори в Киргизстані — це перші вибори в регіоні Центральної Азії, коли Глава держави зміниться не в результаті смерті чи революції, а волевиявлення громадян.
За виборами спостерігають 773 міжнародних спостерігачі з 59 країн та 44 міжнародних організацій.
На початку серпня 2017 року лідери трьох опозиційних партій — Онугуу-Прогрес, Бутун Киргизстан і Республіка-Ата Журт — оголосили про створення коаліції під назвою Кайра Жаралуу (Відродження), яка повинна була б висунути єдиного кандидата — Бакіта Торобаєва(англ.). Однак єдності не відбулось і кожна партія висунула на вибори свого кандидата(рос.).

## Передвиборча агітація
Спочатку 13 осіб зареєструвались у виборах та були внесені до виборчих бюлетенів.
Проте після реєстрації ряд кандидатів відмовилися від передвиборчої боротьби:
Камчибек Ташиєв 25 вересня вирішив зняти свою кандидатуру на користь Сооронбая Жеенбекова.
17 вересня Бакіт Торобаєв сформував альянс з Омюрбеком Бабановим і погодився, що коли Бабанов переможе, він стане прем'єр-міністром. 6 жовтня Б.Торобаєв оголосив про вихід з передвиборчої гонки. 13 жовтня Азимбек Бекназаров також зняв свою кандидатуру.
Решта 10 осіб, більшість з яких є незалежними, були офіційно зареєстровані як кандидати і беруть участь у виборах:
| Номер у бюлетені | Ім'я та прізвище    | Професія                                                         | Партійна приналежність                 |
| ---------------- | ------------------- | ---------------------------------------------------------------- | -------------------------------------- |
| 1                | Ерніс Зарликов      | Екс-перший заступник мера міста [Бішкек]                         | Незалежний                             |
| 2                | Токтай Уметалієва   | Громадська активістка                                            | Незалежна                              |
| 3                | Темір Сарієв        | Лідер Ахмумкар, колишній прем'єр-міністр (2015—2016 роки)        | Аксхумкар                              |
| 4                | Улукбек Кочкоров    | Керівник Жани Дор                                                | Незалежний                             |
| 5                | Таалатбек Масадиков | Спеціаліст з міжнародних зв'язків                                | Незалежний                             |
| 6                | Омюрбек Бабанов     | Лідер партії Республіка-Ата Журт, екс-прем'єр-міністр (2011 рік) | Незалежний                             |
| 7                | Арстанбек Абділдаєв | Бізнесмен                                                        | Незалежний                             |
| 8                | Азимбек Бекназаров  | Юрист                                                            | Незалежний                             |
| 9                | Сооронбай Жеенбеков | Екс-прем'єр-міністр (2016—2017 рр.)                              | Соціал-демократична партія Киргизстану |
| 10               | Адахан Мадумаров    | Керівник Бутун Киргизстан                                        | Бутун Киргизстан                       |
| 11               | Камчибек Ташиєв     | Співголова Республіка-Ата Журт                                   | Республіка-Ата Журт                    |
| 12               | Арсланбек Малієв    | Керівник Аалам                                                   | Незалежний                             |
| 13               | Бакіт Торобаєв      | Керівник Onuguu-Progress, член Вищої ради Киргизстану            | Онугуу-Прогрес                         |

## Голосування
Голосування проводиться за допомогою електронної інформаційно-виборчої системи, в тому числі, автоматизованих урн для збору даних.

### Дострокове голосування
- До 10:00 13 жовтня проголосувало 30636 виборців;
- До 13:00 13 жовтня проголосувало 58935 виборців.

## Результати
Попередні дані Центрвиборчком Киргизстану оголосив вже на 22 годину вечора 15 жовтня. Згідно з ними, найбільше голосів (54 % або 914,5 тисяч) набрав кандидат від Соціал-демократичної партії Киргизстану Сооронбай Жеенбеков. Для перемоги в першому турі необхідно набрати 50 % голосів.
Третина тих, хто взяв участь у голосуванні, віддали голоси за лідера парламентської фракції «Республіка-Ата Журт» Омюрбека Бабанова (564,2 тисяч голосів). Решта кандидатів набрали менше 6 % голосів.
Загалом на виборах Президента взяли участь 1 мільйон 692 тисячі виборців.
Офіційні результати виборів Президента будуть оголошені протягом трьох днів (тобто до 18 жовтня 2017 року).
| Кандидат                                     | Партія                              | Голоси    | %     |
| -------------------------------------------- | ----------------------------------- | --------- | ----- |
| Сооронбай Жеенбеков                          | СДПК                                | 917,219   | 54.28 |
| Омюрбек Бабанов                              | Незалежний                          | 564,573   | 33.41 |
| Адухан Мадумаров                             | Бутун Киргизстан                    | 108,423   | 6.42  |
| Темір Сарієв                                 | Акшумкар                            | 42,886    | 2.54  |
| Таалатбек Масадиков                          | Незалежний                          | 10,594    | 0.63  |
| Улукбек Кочкоров                             | Незалежний                          | 8,363     | 0.49  |
| Азімбек Бекназаров                           | Незалежний                          | 2,734     | 0.16  |
| Арстанбек Абдилдаєв                          | Незалежний                          | 1,989     | 0.12  |
| Арсланбек Малієв                             | Незалежний                          | 1,595     | 0.09  |
| Ерніс Зарликов                               | Незалежний                          | 1,531     | 0.09  |
| Токтайим Уметалієва                          | Незалежний                          | 1,426     | 0.08  |
| Бакит Торобаєв                               | Унугу-Прогрес                       | 0         | 0.0   |
| Камчибек Ташиєв                              | Республіка-Ата-Журт                 | 0         | 0.0   |
| Проти всіх                                   | Проти всіх                          | 12,114    | 0.72  |
| Недійсні / порожні голоси                    | Недійсні / порожні голоси           | ?         | –     |
| Разом                                        | Разом                               | 1,692,423 | 100   |
| Зареєстровані виборці / голосування          | Зареєстровані виборці / голосування | 3,025,770 | 55.93 |
| Джерело: Центральна виборча комісія AKIpress |                                     |           |       |